# South Side (Fernsehserie)
South Side (englisch sinngem. für ‚Südstadt‘) ist eine amerikanische Sitcom von Bashir Salahuddin und Diallo Riddle. Die Serie spielt im Stadtteil Englewood in Chicago und handelt von zwei Freunden, die gerade das Community College abgeschlossen haben und nach geschäftlichem Erfolg streben, während sie in einem Mietkaufhaus arbeiten.

## Prämisse
Im Mittelpunkt von South Side stehen „zwei frischgebackene College-Absolventen und Kleinsthändler, die immer irgendeinen kleinen Plan aushecken – von Viagra auf dem Schwarzmarkt bis zum Popcorn an der Straßenecke –, um nach oben zu kommen“.

## Episoden
| Staffel | Episoden | Originalveröffentlichung | Originalveröffentlichung | Originalveröffentlichung |
| Staffel | Episoden | Premiere                 | Finale                   | Plattform                |
| ------- | -------- | ------------------------ | ------------------------ | ------------------------ |
| 1       | 10       | 24. Juli 2019            | 18. Sep. 2019            | Comedy Central           |
| 2       | 10       | 11. Nov. 2021            | 25. Nov. 2021            | HBO Max                  |
| 3       | 8        | 08. Dez. 2022            | 29. Dez. 2022            | HBO Max                  |

### Staffel 1 (2019)
| Nr. (ges.) | Nr. (St.) | Originaltitel            | Erstausstrahlung US |
| ---------- | --------- | ------------------------ | ------------------- |
| 1          | 1         | Xbox                     | 24. Juli 2019       |
| 2          | 2         | Sell Yourself            | 31. Juli 2019       |
| 3          | 3         | Turner Buys a Building   | 7. Aug. 2019        |
| 4          | 4         | The Day the Jordans Drop | 14. Aug. 2019       |
| 5          | 5         | Cold Cases               | 21. Aug. 2019       |
| 6          | 6         | Mongolian Curly          | 28. Aug. 2019       |
| 7          | 7         | Chi-town                 | 4. Sep. 2019        |
| 8          | 8         | Weird White Murderer     | 11. Sep. 2019       |
| 9          | 9         | Mild Sauce Meatballs     | 18. Sep. 2019       |
| 10         | 10        | Litcoin                  | 18. Sep. 2019       |

### Staffel 2 (2021)
| Nr. (ges.) | Nr. (St.) | Originaltitel                 | Erstausstrahlung US |
| ---------- | --------- | ----------------------------- | ------------------- |
| 11         | 1         | Treat Yourself                | 11. Nov. 2021       |
| 12         | 2         | Ambulance                     | 11. Nov. 2021       |
| 13         | 3         | The Election                  | 11. Nov. 2021       |
| 14         | 4         | Turner's and Brenda's Day Off | 18. Nov. 2021       |
| 15         | 5         | Life of an Ottoman            | 18. Nov. 2021       |
| 16         | 6         | Chicago's #1 Party Promoter   | 18. Nov. 2021       |
| 17         | 7         | Face Your Fears               | 25. Nov. 2021       |
| 18         | 8         | Tornado                       | 25. Nov. 2021       |
| 19         | 9         | 10 Less Minutes               | 25. Nov. 2021       |
| 20         | 10        | Sarcophacouch                 | 25. Nov. 2021       |

### Staffel 3 (2022)
| Nr. (ges.) | Nr. (St.) | Originaltitel        | Erstausstrahlung US |
| ---------- | --------- | -------------------- | ------------------- |
| 21         | 1         | Heartless            | 8. Dez. 2022        |
| 22         | 2         | College              | 8. Dez. 2022        |
| 23         | 3         | The Laughter         | 15. Dez. 2022       |
| 24         | 4         | South Suburbs        | 15. Dez. 2022       |
| 25         | 5         | The Spirt of Kwanzaa | 22. Dez. 2022       |
| 26         | 6         | DJ Alderman          | 22. Dez. 2022       |
| 27         | 7         | Super Speed          | 29. Dez. 2022       |
| 28         | 8         | Littlepalooza        | 29. Dez. 2022       |

## Entstehung und Veröffentlichung
Am 17. Oktober 2017 wurde bekannt gegeben, dass Comedy Central die Autoren Bashir Salahuddin und Diallo Riddle, die bereits für Late Night with Jimmy Fallon geschrieben haben, als ausführende Produzenten und Co-Stars mit dem Pilotfilm South Side beauftragt hat. Am 16. Mai 2019 wurde bekannt gegeben, dass die Serie am 24. Juli 2019 Premiere feiern wird.
Die Showrunner Salahuddin und Riddle erklärten, dass South Side geschaffen wurde, um die South Side von Chicago zu porträtieren, wo Bashir Salahuddin aufgewachsen ist, und um zu zeigen, dass „es Freude in der South Side gibt, und die vielen Chicagoer, die diese Show sowohl vor als auch hinter der Kamera gemacht haben, sind begierig darauf, diese Freude zu teilen“. Die Show spielt in Englewood und zeigt lokale Schauspieler und Produktionsmitglieder aus Chicago.
Sultan Salahuddin, der in der Hauptrolle des Simon zu sehen ist, ist der Bruder des Schöpfers der Serie, Bashir Salahuddin. Bashir spielt Officer Goodnight an der Seite seiner realen Ehefrau Chandra Russell, die Sergeant Turner verkörpert. Sultans Co-Hauptdarsteller, Kareme Young, ist im wahren Leben der Zwillingsbruder von Darsteller Quincy Young, der auch seinen Bruder in der Serie spielt. Zu den weiteren Darstellern und Gaststars gehören die aus Chicago stammenden Lil Rel Howery, Nathaniel „Earthquake“ Stroman, LisaRaye McCoy, Chance the Rapper und Kel Mitchell.
South Side wurde am 24. Juli 2019 zum ersten Mal ausgestrahlt. Am 28. August 2019 verlängerte Comedy Central die Serie um eine zweite Staffel mit zehn Episoden. Am 13. August 2020 wurde bekannt gegeben, dass die erste Staffel der Serie 2021 auf HBO Max ausgestrahlt wird und die Serie im November 2021 zu HBO Max wechselt, wodurch die Serie zu einem „Max Original“ wird. Die zweite Staffel wurde am 11. November 2021 ausgestrahlt. Am 8. Februar 2022 verlängerte HBO Max die Serie für eine dritte Staffel. Am 21. Februar 2023 stellte HBO Max die Serie nach drei Staffeln ein.

## Rezeption
South Side wurde von der Kritik positiv aufgenommen.
Laura Bradley schrieb für Vanity Fair: „Die Autoren haben sich bemüht, die Serie mit einer Vielzahl von Charakteren auszustatten, deren Werte, sozioökonomischer Status und Ambitionen sehr unterschiedlich sind.... Was alle Hauptfiguren der Serie gemeinsam haben, ist ihre Motivation“.
Tambay Obenson schrieb in einer Rezension für IndieWire: „Die Macher und Darsteller kennen diese Welt sehr gut, und anstatt ihre Kamera auf das übliche Verbrechen und die Armut zu richten, finden sie den Humor, der in diesem Chaos steckt“.
| Jahr | Auszeichnung       | Kategorie                                | Nominiert                                      | Resultat  |
| ---- | ------------------ | ---------------------------------------- | ---------------------------------------------- | --------- |
| 2022 | Black Reel Awards  | Outstanding Guest Actor, Comedy Series   | Lil Rel Howery                                 | Nominiert |
| 2022 | Black Reel Awards  | Outstanding Comedy Series                | Bashir Salahuddin, Diallo Riddle               | Nominiert |
| 2022 | NAACP Image Awards | Outstanding Directing in a Comedy Series | Bashir Salahuddin, Diallo Riddle (für Tornado) | Gewonnen  |